# Aromobates capurinensis
Aromobates capurinensis es una especie de anfibio anuro de la familia Aromobatidae.

## Distribución geográfica
Esta especie es endémica del estado de Mérida en Venezuela. Habita entre los 2350 y 2700 metros sobre el nivel del mar en la cordillera de Mérida.

## Publicación original
- Péfaur, 1993 : Description of a new Colostethus (Dendrobatidae) with some natural history comments on the genus in Venezuela. Alytes (Paris), vol. 11, n.º 3, p. 88-96.[5]